# Миллионщиков, Владимир Михайлович
Миллионщиков Владимир Михайлович (22 октября 1939 года, Москва — 19 марта 2009 года, там же) — советский и российский математик, специалист в области теории дифференциальных уравнений, доктор физико-математических наук, профессор.

## Биография
Сын академика АН СССР М. Д. Миллионщикова (1913—1973).
Окончил механико-математический факультет МГУ им. М. В. Ломоносова (1961). С 1964 года работал в МГУ.
В 1966 году защитил кандидатскую диссертацию на тему «К спектральной теории неавтономных линейных систем дифференциальных уравнений», в 1968 году — докторскую (тема: «К теории линейных систем обыкновенных дифференциальных уравнений»).
С 1970 года был профессором кафедры дифференциальных уравнений механико-математического факультета МГУ.
С 1973 года одновременно работал в Математическом институте им. В. А. Стеклова РАН старшим, затем ведущим научным сотрудником.
Автор более 400 научных работ в области теории дифференциальных уравнений. Среди его учеников — кандидаты и доктора наук.
В 2006 году удостоен звания «Заслуженный профессор Московского государственного университета им. М. В. Ломоносова».
Являлся заместителем главного редактора журнала «Математические заметки», членом редколлегий журналов «Известия РАН. Серия математическая» и «Дифференциальные уравнения», членом Секции физико-математических наук Высшей аттестационной комиссии СССР, заместителем председателя диссертационного совета механико-математического факультета МГУ.
Сын Дмитрий (род. 1964) — математик.
Похоронен в Москве на Новодевичьем кладбище.